# Forelia onondaga
Forelia onondaga är en kvalsterart som beskrevs av Herbert Habeeb. Forelia onondaga ingår i släktet Forelia och familjen Pionidae. Inga underarter finns listade i Catalogue of Life.